# Johannes Friedrich Werling
Johannes Friedrich Werling (* 1943) ist ein römisch-katholischer Theologe und ehemaliger Priester.

## Leben
Werling war Professor an der KH Mainz. Im Alter von 27 Jahren wurde er in Rom zum Priester geweiht. Mit einer Untersuchung über Die weltanschaulichen Grundlagen der Reunionsbemühungen von Leibniz im Briefwechsel mit Bossuet und Pellisson promovierte er im Jahr 1976 an der Gregoriana in Rom bei Peter Henrici. Die Arbeit erschien unter dem Namen Hans Friedrich Werling. Gemeinsam mit Kirchenhistoriker Josef Meller veröffentlichte er im Jahr 1987 eine Geschichte des Bistums Speyer. Für das Handbuch der Ökumenik schrieb er einen Aufsatz über Bemühungen um die christliche Einheit in der Neuzeit. 2011 erschien sein Werk Ernst Havenstein. Stationen eines Künstlerlebens.
Nach seiner Eheschließung wurde er vom Priesteramt suspendiert. Er wohnt in Traben-Trarbach, ist Hausmann und hat acht Kinder.
Werling gehört als Bruderschaftsrat für mittelalterliches moselländisches Kulturgut dem Präsidium der Weinbruderschaft Mosel-Saar-Ruwer an und ist Vorsitzender des Fördervereins des Hauses der Ikonen in Traben-Trarbach. Von 2015 bis 2017 haben Freunde in der österreichischen Gemeinde Neustift für ihn eine Kapelle errichtet. 2017 wurde über ihn die SWR-Reportage Vom Gottesdiener zum Göttergatten gesendet.